# Ferrán Giner Peris
Ferran Giner Peris (Alboraya, España, 25 de septiembre de 1988) es un futbolista español que juega como centrocampista en el Atlético Saguntino. Es hijo de Fernando Giner, exfutbolista del Valencia C. F.

## Trayectoria
Comenzó jugando en la posición de extremo izquierdo y anotó 14 goles entre Alzira y Olímpic de Xàtiva. 
En las filas del Olímpic de Xàtiva jugó 37 partidos, de los cuales 27 como titular, y anotó 4 tantos.
En 2013 el Gimnàstic de Tarragona hizo oficial la incorporación del centrocampista procedente del C. D. Olímpic y firmó por 3 temporadas.
En 2016 renovó por una temporada con el cuadro tarraconense.
En junio de 2019, dos años después de su marcha, regresó al Nàstic. Entre una y otra etapa jugó en el Mallorca y el Ibiza. En esta segunda etapa estuvo una sola temporada y en octubre de 2020 firmó con el Orihuela C. F. Allí también estuvo un curso, firmando con el Atlético Saguntino para la campaña 2021-22.